# St. Johns (hrabstwo Maricopa)
St. Johns – jednostka osadnicza w Stanach Zjednoczonych, w stanie Arizona, w hrabstwie Maricopa.